# Ehningen
Ehningen er en kommune i den tyske delstat Baden-Württemberg, lige vest for Böblingen.

## Geografi
Ehningen ligger i landskabet Korngäu ved den nordvestlige udkant af Naturpark Schönbuch. Det historiske Ehningen ligger nord for floden Würm men med byens udvikling går den nu midt gennem byen. Det andet større vandløb i Ehningen er Krebsbach, der munder ud i Würm sydvest for byen.

### Inddeling
Ud over Ehningen, ligger i kommunen bebyggelserne Mauren og Haus Sägewerk samt Hoingen, Rainmulin, Sulz og Haldenölmühle.

## Historie
Ehningen nævnes første gang i 1185 da ridderen Albertus de Ondingin erhvervede gods ved Herrenberg. Stedet har dog været beboet tidligere, og lidt syd for det nuværende Ehningen er der fundet, og udgravet en keltisk skanse.

### Trafik
Ehningen ligger ved motorvejen Bundesautobahn 81 – „Bodenseeautobahn“  som går fra Würzburg til Gottmadingen ved Singen og blev bygget i slutningen af 1970'erne.
Jernbanen Gäubahn (Stuttgart–Singen) blev indviet i 1878 og forbinder Ehningen med det øvrige banenet.
Linje S1 (Plochingen–Stuttgart–Herrenberg) på Stuttgarter S-Bahn har siden 1991 trafikeret denne strækning.